# Vologda autrefois
Vologda autrefois (en russe : Вологда в её старине) est un ouvrage consacré aux curiosités architecturales et picturales remarquables de la ville de Vologda et des environs, écrit par Georges Loukomski avec la participation de différents membres du Cercle des amateurs de beaux-arts de la région Nord de Russie. Il est publié la première fois en couleur en 1914, et ensuite à diverses reprises dans les années 1980 et 1990. C'est un ouvrage de référence, le plus important et le plus complet, sur l'architecture populaire de Vologda et en même temps un guide de la ville et de sa région.

## Histoire
Le livre Vologad autrefois a été réalisé et édité grâce à la collaboration del'historien d'art Georges Loukomski et des membres du Cercle des amateurs de beaux-arts de la région Nord de Russie, société culturelle et éducative fondée par des artistes et des intellectuels et qui exista de 1906 à 1920.
Le cercle organisait des conférences sur l'architecture russe. Celles-ci étaient données par Loukomski. Elles ont entraîné le projet de réaliser et de publier ce livre qui est consacré à l'art décoratif, à l'architecture des églises, à l'art appliqué à Vologda et dans les environs. Les membres du cercle ont réagi très positivement à ce projet à l'assemblée générale du 26 mai 1913. La décision est prise de publier le livre dès l'année suivante, en 1914. Durant l'été 1913, les membres ont pris des centaines de photos des édifices anciens de la ville et des alentours. Des données historiques et bibliographiques ont été rassemblées à titre de documentation.
Le livre a été publié par la maison « Sirius » de Petrograd et les clichés réalisés par l'éditeur « Golike et Vilborg ». Il est publié en couleur au début octobre 1914 en deux éditions de 1 000 exemplaires chacune, sur les meilleurs papiers (papier velin et papier couché). Le nombre de pages est de 365 alors qu'il en avait été prévu 250 seulement, le nombre des photos est de 195 (au lieu de 75 prévues).

Signature de la présidente pour un exemplaire offert sur la page de garde de  Volgda autrefois
Page de titre du livre  Vologda autrefois . Stylisation en skoropis. Auteur Sergueï Tchekonine